# Flakaträsket (Töre socken, Norrbotten)
Flakaträsket är en sjö i Kalix kommun i Norrbotten och ingår i Kalixälvens huvudavrinningsområde. Sjön har en area på 0,0608 kvadratkilometer och ligger 67,1 meter över havet.

## Delavrinningsområde
Flakaträsket ingår i det delavrinningsområde (734813-181306) som SMHI kallar för Inloppet i Kamlungträsket. Medelhöjden är 67 meter över havet och ytan är 17,68 kvadratkilometer. Räknas de 999 avrinningsområdena uppströms in blir den ackumulerade arean 17 680,6 kvadratkilometer. Avrinningsområdets utflöde Kalixälven (Kaitumälven) mynnar i havet. Avrinningsområdet består mestadels av skog (84 procent). Avrinningsområdet har 0,73 kvadratkilometer vattenytor vilket ger det en sjöprocent på 4,1 procent. Bebyggelsen i området täcker en yta av 0,41 kvadratkilometer eller 2 procent av avrinningsområdet.